# Acer miyabei
Acer miyabei là một loài thực vật có hoa trong họ Bồ hòn. Loài này được Maxim. mô tả khoa học đầu tiên năm 1888.

## Hình ảnh

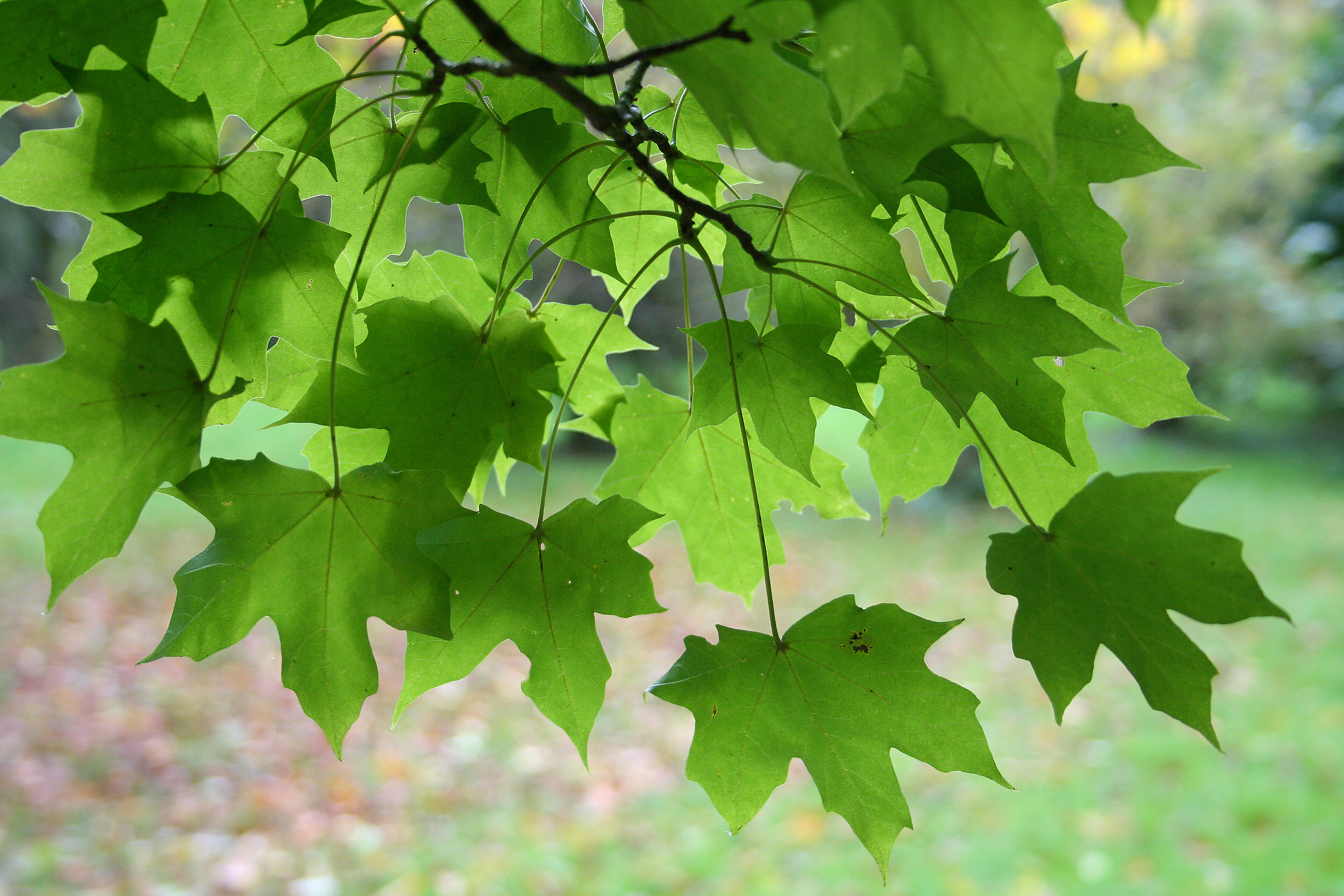
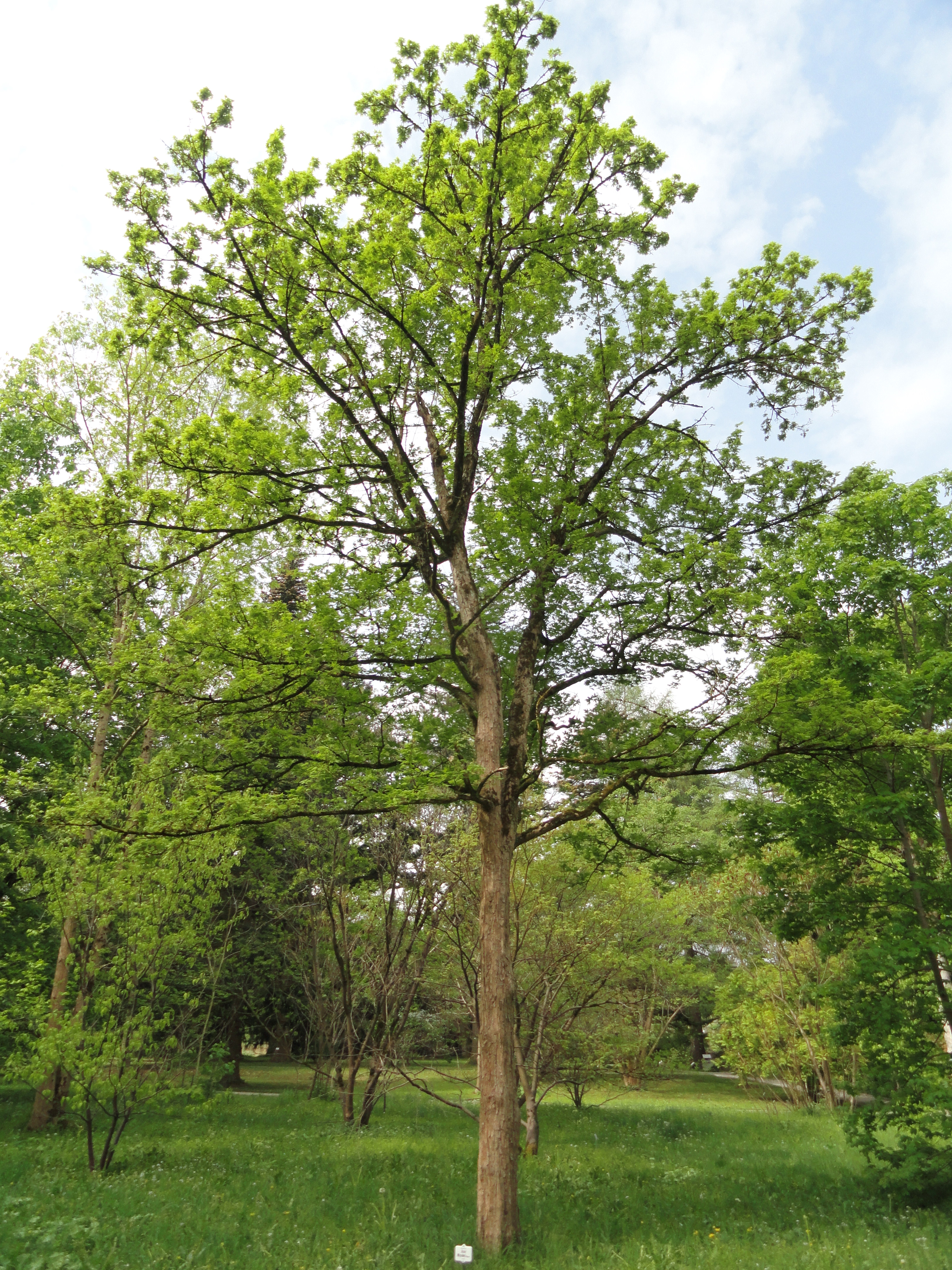
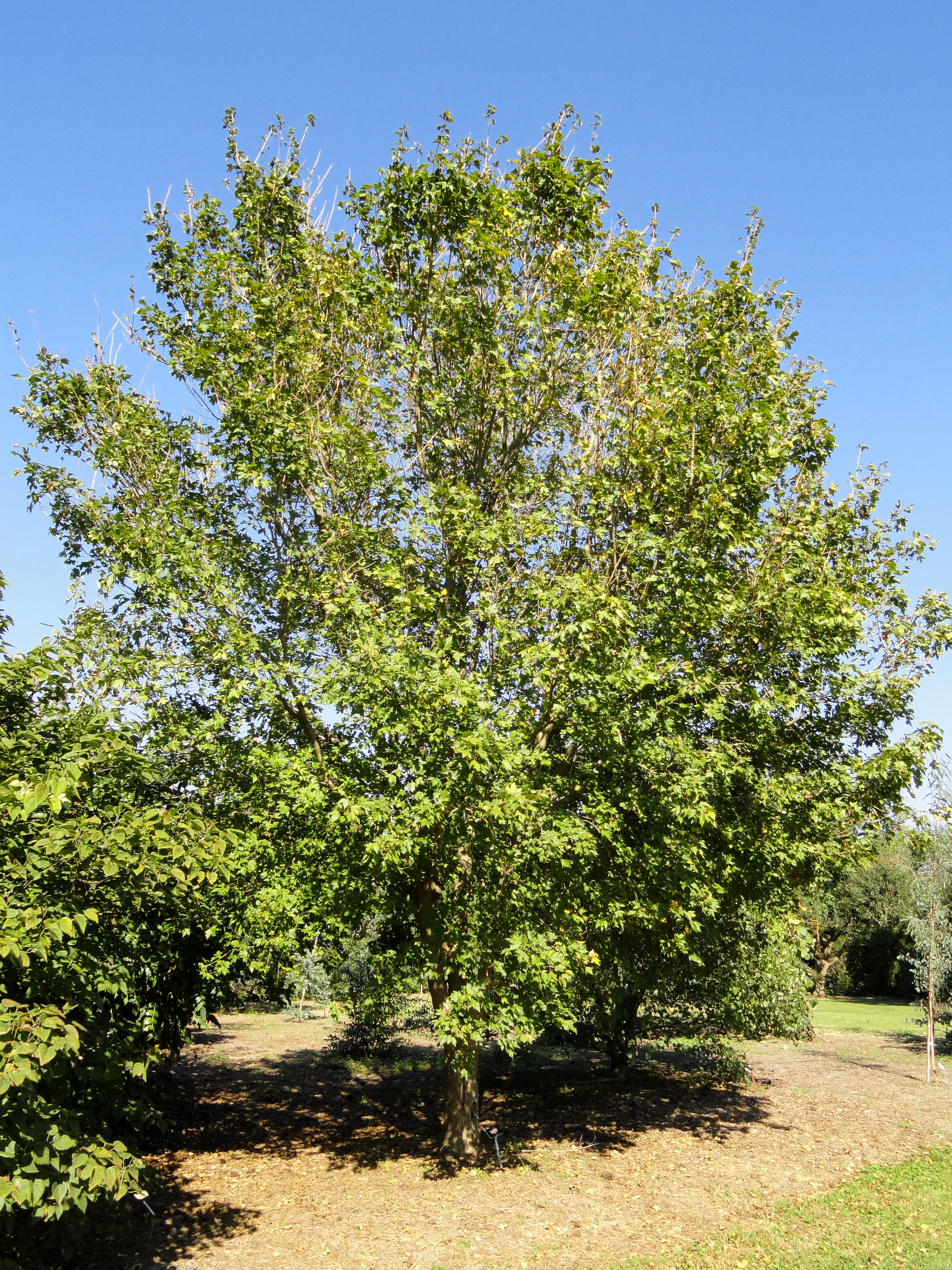